# Raimund Abraham
Pour les articles homonymes, voir Abraham (patronyme).

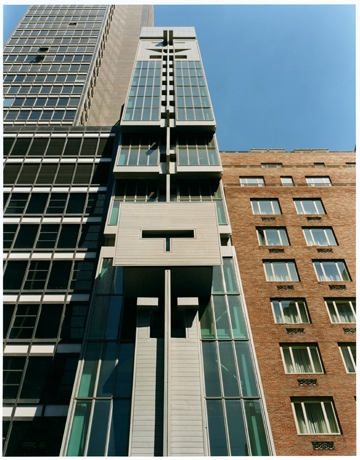
Forum culturel autrichien de New York

Raimund Johann Abraham (né le 23 juillet 1933 à Lienz, en Autriche et mort le 4 mars 2010 à Los Angeles, aux États-Unis) est un architecte autrichien naturalisé américain.
Théoricien, il a une importante carrière d'enseignant (Rhode Island School of Design de Providence, de 1968 à 1970 directeur du Studio of Environmental Technology de Providence, Pratt Institute de New York)

## Principales réalisations
- Forum culturel autrichien de New York
- Rainbow Plaza, à Niagara Falls (États-Unis, près de la frontière avec le Canada, 1977)
- Library for the Anthology Film Archives à New York (1998).

## Source
- http://www.liberation.fr/culture/0101622955-raimund-abraham-architecte-percepteur
- http://www.lemoniteur.fr/153-profession/article/actualite/698863-deces-de-l-architecte-austro-americain-raimund-abraham-dans-un-accident